# Корнийчук, Богдан Сергеевич
Богда́н Серге́евич Корнийчу́к (укр. Богдан Сергійович Корнійчук; 14 мая 1999, Морочное — 6 марта 2022, Северодонецк) — украинский военнослужащий, лейтенант, участник российско-украинской войны. Герой Украины (28 марта 2022, посмертно).

## Биография
Родился 14 мая 1999 года в селе Морочное Заречненского района в Ровненской области.
Учился в Киевском военном лицее имени Ивана Богуна (2014-2016), НАСВ имени гетмана Петра Сагайдачного (2016-2020, факультет морально-психологического обеспечения).
Кандидат в мастера спорта, занимался плаванием, борьбой, военным многоборьем.
21 июня 2020 года по распределению был направлен для дальнейшего прохождения военной службы в 53 ОМБр. Бригада дислоцировалась в Северодонецке (зона Операции Объединенных сил). Являлся заместителем командира по морально-психологическому обеспечению третьей танковой роты 53 ОМБр.
Погиб 6 марта 2022 года в бою при столкновении с подразделением вооружённых сил Российской Федерации во время российского вторжения в Украину в Северодонецке в Луганской области.
28 июня 2023 года в День Конституции Украины Президент Украины Владимир Зеленский передал орден «Золотая Звезда» членам семьи погибшего Героя Украины.

## Награды
- Звание «Герой Украины» с удостоением ордена «Золотая Звезда» (28 марта 2022, посмертно) — за личное мужество и героизм, проявленные в защите государственного суверенитета и территориальной целостности Украины, верность военной присяге[5].